# Дуфанець Олексій Федорович
Олексій Федорович Дуфанець (1 квітня 1931, Черкаси, ґміна Черкаси, Львівський повіт, Львівське воєводство, Польська республіка, нині Львівського району, Львівської області, Україна — 2017) — український художник і педагог; член Спілки радянських художників України з 1988 року.

## Біографія
Народився 1 квітня 1931 року в селі Черкаси (нині Львівського району, Львівської області, Україна). 1962 року закінчив Львівський інститут прикладного та декоративного мистецтва, де навчався, зокрема, у Данила Довбошинського, Михайла Курилича, Вітольда Манастирського.
Упродовж 1962—1967 років, та з 1969 року за сумісництвом працював художником-постановником, головним художником на Львівській студії телебачення. З 1967 року — у Львівському інституті прикладного та декоративного мистецтва/ Львівській національній академії мистецтв: у 1992—1999 роках — завідувач кафедри рисунку, з 1999 року — виконувач обов'язків професора, з 2001 року — доцент. Серед учнів: Гавришкевич Ігор Степанович, Зінець Сергій Іванович, Луцик Володимир Васильович, Лоїк Григорій Іванович, Манюк Орест Ярославович.
Жив у Львові в будинку на вулиці Раковського, 10, квартира 44. Помер у 2017 році.

## Творчість
Працював у галузях декоративно-ужиткового мистецтва і станкової графіки. Серед робіт:
- серії ілюстрацій за мотивами творів Ліни Костенко (1965), Василя Стефаника (1971);
- ілюстрації за мотивами казки Івана Франка «Заєць та Ведмідь» (1986);
- серія графічних портретів «Їхні руки пахнуть хлібом» (1972—1987);
- серії акварелей «Мотиви Прикарпаття» та «Карпатські мотиви» (обидві — 1978—2000);
- серії естампів і монотипій «Визволення» (1974—1996) та «Коли батьки захищали Батьківщину» (1975—1994);
- серія портретів митців і педагогів «Знайомі профілі» (1990—2006);
- проєкт іконостаса церкви села Черкас (1998);

Ліногравюри
- «Депутація» (1986);
- серія «Народні традиції» (1989—1993);
- «Чумацький Шлях» (1990);

графічні портрети
- «Богдан» (2002);
- «Думи гетьмана (Іван Мазепа)» (2003);
- «Тарас» (2006).

Автор оформлення:
- телепередач, телевистав і телефільмів, зокрема: «Мандрівки серця», 1962; «Дума про Борислав», 1963; «Тисяча кроків на схід», 1964; «Пісні Верховини», 1965; «Слово про Якуба Шелю», 1966; серії «Сестри Річинські», 1966—1968; телефільма «Залицяльники», 1968;
- Львівського музею історії релігії (1969—1971);
- інтер'єру приймальні Львівської міської ради (1975—1977).

Брав участь у республіканських, всесоюзних, міжнародних художніх виставках з 1967 року. Персональні виставки відбулися у Львові у 2001 та 2006 роках.
Окремі роботи художника зберігаються у Літературно-меморіальному музеї Івана Франка у Львові, Луганському художньому музеї, Національному музеї у Львові, Острозькому краєзнавчому музеї.